# Stamnodes costinotata
Stamnodes costinotata är en fjärilsart som beskrevs av Walker 1863. Stamnodes costinotata ingår i släktet Stamnodes och familjen mätare. Inga underarter finns listade i Catalogue of Life.